# Candoiinae
Candoiinae – monotypowa podrodzina węży z rodziny dusicielowatych (Boidae).

## Zasięg występowania
Podrodzina obejmuje gatunki występujące w Indonezji, na Nowej Gwinei, w Melanezji i Polinezji. 

## Systematyka

### Etymologia
- Candoia: J.E. Gray nie wyjaśnił etymologii nazwy rodzajowej[2].
- Erebophis: w mitologii greckiej Ereb (stgr. Ἔρεβος Érebos, łac. Erebus „mrok”), był synem Chaosu, bogiem i uosobieniem ciemności podziemnej (tj. czarny, ciemny)[4]; οφις ophis, οφεως opheōs „wąż”[5]. Gatunek typowy: Erebophis aspera Günther, 1877.

### Podział systematyczny
Do podrodziny należy jeden rodzaj z następującymi gatunkami: 
- Candoia aspera – strzelec nowogwinejski[6]
- Candoia bibroni
- Candoia carinata
- Candoia paulsoni
- Candoia superciliosa